# Iron Savior (альбом)
Iron Savior (в переводе с англ. — «Железный спаситель») — дебютный студийный альбом одноимённой немецкой пауэр-метал-группы, выпущенный 30 июня 1997 года. Является концептуальным, повествующим о научно-фантастической истории корабля «Железный спаситель», в честь которого и названа группа.

## Список композиций
| №   | Название                               | Автор(ы)             | Длительность |
| --- | -------------------------------------- | -------------------- | ------------ |
| 1.  | «The Arrival»                          | Пит Силк             | 1:09         |
| 2.  | «Atlantis Falling»                     | Пит Силк             | 4:33         |
| 3.  | «Brave New World»                      | Пит Силк             | 4:32         |
| 4.  | «Iron Savior»                          | Пит Силк             | 4:26         |
| 5.  | «Riding on Fire»                       | Пит Силк             | 4:54         |
| 6.  | «Break It Up»                          | Пит Силк             | 5:01         |
| 7.  | «Assailant»                            | Пит Силк             | 4:18         |
| 8.  | «Children of the Wasteland»            | Пит Силк             | 4:48         |
| 9.  | «Protect the Law»                      | Пит Силк             | 4:16         |
| 10. | «Watcher in the Sky»                   | Пит Силк, Кай Хансен | 5:21         |
| 11. | «For the World»                        | Пит Силк             | 5:24         |
| 12. | «This Flight Tonight» (кавер Nazareth) | Джони Митчелл        | 3:56         |

| №                   | Название                        | Автор(ы)                                  | Длительность |
| ------------------- | ------------------------------- | ----------------------------------------- | ------------ |
| 13.                 | «The Rage» (кавер Judas Priest) | Гленн Типтон, Роб Хэлфорд, Кеннет Даунинг | 4:50         |
| Общая длительность: | Общая длительность:             | Общая длительность:                       | 57:28        |

## Участники записи

### Iron Savior
- Пит Зильк — вокал, гитара, бас-гитара, клавишные, музыкальный продюсер
- Кай Хансен — гитара, вокал, помощник продюсера
- Томен Штаух — ударные, помощник продюсера

### Дополнительные музыканты
- Ханс Кюрш — вокал в песне «For the World»
- Дирк Шлехтер — дополнительные басы
- Хенне — дополнительный бэк-вокал в песне «Riding on Fire»

### Производство
- Рюдигер Беиссерт — помощник звукорежиссёра
- Райнер Дрекслер — фотографии
- Хенни — обложка и логотип
- Кай и Уве Каржевски — оригинальный дизайн логотипа